# عزیزالله حمیدنژاد
عزیزالله حمیدنژاد (زاده ۳۰ اردیبهشت ۱۳۳۸ در گرمسار) کارگردان، نویسنده و تهیه‌کننده اهل ایران است.

## زندگی هنری
عزیزالله حمیدنژاد از دوران دبیرستان به نقاشی علاقه‌مند بود. سپس به عکاسی روی آورد و دو سال در کار چاپ عکس رنگی فعالیت می‌کرد. بعد در سال ۱۳۵۶ جذب سینمای آزاد شد و فیلمی به نام «قمار» که نیمه کاره ماند پس از طی دوران سربازی به مرکز اسلامی آموزش فیلمسازی رفت و سه ماه در آنجا فعالیت می‌کرد. سپس در سال ۱۳۶۲ به تلویزیون رفت و در گروه فیلم و سریال  تلویزیون مشغول به کار شد. فعالیتش را در سینمای حرفه‌ای از سال ۱۳۶۲ به عنوان عکاس در فیلم «آوای غیب» آغاز کرد و همکاری خود با شبکه اول سیما به عنوان دستیار کارگردان را از سال ۱۳۶۲ تا ۱۳۶۴ ادامه داد.
جسارت حمیدنژاد در خلق آثاری نظیر بانوی عمارت و تصویرسازی شخصیت محبوبی نظیر میرزا رضا کرمانی ستودنی است.
در ۹ بهمن ۱۳۹۷ در مراسم افتتاحیه سی و هفتمین جشنواره فیلم فجر آئین بزرگداشت عزیزالله حمیدنژاد برگزار و از وی تقدیر شد.

## کارنامه هنری

### سینما
|               | سال  | کارگردان | نویسنده | تهیه‌کننده |
| ------------- | ---- | -------- | ------- | --------- |
| آناهیتا       | ۱۳۸۷ | آری      | آری     | آری       |
| شکوفه‌های سنگی | ۱۳۸۲ | آری      | آری     | آری       |
| اشک سرما      | ۱۳۸۱ | آری      | آری     |           |
| قله دنیا      | ۱۳۷۴ | آری      |         |           |
| ستارگان خاک   | ۱۳۷۳ | آری      | آری     |           |
| هور در آتش    | ۱۳۷۰ | آری      | آری     |           |

### مجموعه تلویزیونی
- بانوی عمارت (۱۳۹۷)
- چرخ فلک (۱۳۹۵)

```
 مجموعه مستند (آتای بزرگ) ۱۳۷۶
```

### فیلم‌های کوتاه
- زندگی در ارتفاعات (۱۳۶۴ نیمه بلند، مستند)
- مرثیه حلبچه (۱۳۶۷ نیمه بلند، مستند)
- حرکت در ایستگاه (نویسنده با همکاری سعید حاجی‌میری)
- پاسگاه آبی

### سایر همکاری‌ها
زیر باران (۱۳۶۳ دستیار کارگردان)
گناه من (۱۳۸۵ مشاور کارگردان)
معصوم (۱۳۷۷ مشاور کارگردان)
قهرمان کیه (فیلم کوتاه، دستیار کارگردان)

## جوایز
- برندهٔ جایزه بهترین فیلم مستند در پنجمین دوره جشنواره فیلم فجر بخاطر فیلم «زندگی در ارتفاعات»
- برندهٔ جایزه ویژه هیئت داوران مسابقهٔ فیلم‌های اول و دوم در دهمین دوره جشنواره فیلم فجر بخاطر فیلم «هور در آتش»
- برنده تندیس حافظ بهترین کارگردان در نوزدهمین جشن دنیای تصویر برای مجموعه تلویزیونی بانوی عمارت ۱۳۹۸